# Premis Butaca de 2005
Els Premis Butaca de 2005, varen ser l'onzena edició dels oficialment anomenats Premis Butaca de teatre i cinema de Catalunya, uns guardons teatrals i cinematogràfics catalans, creats l'any 1995 per Glòria Cid i Toni Martín, conductors d'un programa a la ràdio de Premià de Mar, en reconeixement de les obres de teatre i pel·lícules estrenades a Catalunya. Els premis són atorgats per votació popular.
El lliurament dels premis es va celebrar al Pavelló d'Esports de Premià de Mar.

## Palmarès i nominacions[1]

### Premi Butaca al millor muntatge teatral
| Obra                       | Productora                                    | Resultat  |
| -------------------------- | --------------------------------------------- | --------- |
| Forasters                  | Teatre Nacional de Catalunya i Fòrum Ciutat   | Guanyador |
| El fantàstic Francis Hardy | Teatre Romea                                  | Nominat   |
| L'home de teatre           | Teatre Lliure                                 | Nominat   |
| La plaça del Diamant       | Bitò/Festival Castell de Peralada/Fòrum '04   | Nominat   |
| L'Orestiada                | Festival Grec i Veranos de la Villa de Madrid | Nominat   |

### Premi Butaca al millor musical
| Obra                 | Productora                                  | Resultat  |
| -------------------- | ------------------------------------------- | --------- |
| Mar i cel            | Teatre Nacional de Catalunya i Dagoll Dagom | Guanyador |
| La meua filla sóc jo | Teatre Lliure                               | Nominat   |
| Tarantos             | Focus/Antares/Barcelona Teatre Musical      | Nominat   |
| Off Broadway         | El Musical més Petit                        | Nominat   |

### Premi Butaca al millor espectacle de dansa
| Obra      | Productora                              | Resultat  |
| --------- | --------------------------------------- | --------- |
| Paisatges | IT Dansa i Teatre Nacional de Catalunya | Guanyador |

### Premi Butaca al millor espectacle de petit format
| Obra   | Productora                      | Resultat  |
| ------ | ------------------------------- | --------- |
| V.O.S. | Teatre Lliure i Mom Produccions | Guanyador |

### Premi Butaca al millor text teatral
| Obra      | Autor/a      | Resultat  |
| --------- | ------------ | --------- |
| Forasters | Sergi Belbel | Guanyador |

### Premi Butaca a la millor direcció teatral
| Obra           | Productora           | Resultat   |
| -------------- | -------------------- | ---------- |
| Carol López    | V.O.S.               | Guanyadora |
| Xavier Albertí | L'home de teatre     | Nominat    |
| Sergi Belbel   | Forasters            | Nominat    |
| Mario Gas      | L'Orestiada          | Nominat    |
| Joan Ollé      | La plaça del Diamant | Nominat    |

### Premi Butaca a la millor actriu
| Actriu          | Obra          | Resultat   |
| --------------- | ------------- | ---------- |
| Anna Lizaran    | Forasters     | Guanyadora |
| Sílvia Bel      | La xarxa      | Nominada   |
| Cristina Plazas | Fuenteovejuna | Nominada   |

### Premi Butaca al millor actor
| Actor       | Obra             | Resultat  |
| ----------- | ---------------- | --------- |
| Lluís Homar | L'home de teatre | Guanyador |
| Jordi Bosch | Greus qüestions  | Nominat   |

### Premi Butaca a la millor actriu de musical
| Actriu      | Obra      | Resultat   |
| ----------- | --------- | ---------- |
| Elena Gadel | Mar i cel | Guanyadora |

### Premi Butaca al millor actor de musical
| Actor          | Obra      | Resultat  |
| -------------- | --------- | --------- |
| Carlos Gramaje | Mar i cel | Guanyador |

### Premi Butaca a la millor actriu de repartiment
| Actriu     | Obra   | Resultat   |
| ---------- | ------ | ---------- |
| Àgata Roca | V.O.S. | Guanyadora |

### Premi Butaca al millor actor de repartiment
| Actor              | Obra      | Resultat  |
| ------------------ | --------- | --------- |
| Francesc Lucchetti | Forasters | Guanyador |

### Premi Butaca a la millor escenografia
| Actor                        | Obra      | Resultat   |
| ---------------------------- | --------- | ---------- |
| Max Glaenzel i Estel Cristià | Forasters | Guanyadors |

### Premi Butaca a la millor il·luminació
| Actor        | Obra      | Resultat  |
| ------------ | --------- | --------- |
| Albert Faura | Forasters | Guanyador |

### Premi Butaca al millor vestuari
| Actor         | Obra          | Resultat   |
| ------------- | ------------- | ---------- |
| Míriam Compte | L'oncle Vània | Guanyadora |

### Premi Butaca al millor pel·lícula catalana
| Actor                | Obra                          | Resultat   |
| -------------------- | ----------------------------- | ---------- |
| Sévigné              | Marta Balletbò-Coll           | Guanyadora |
| Joves                | Carles Torras i Ramon Térmens | Nominada   |
| Morir en San Hilario | Laura Mañá                    | Nominada   |
| Tapas                | José Corbacho i Juan Cruz     | Nominada   |

### Premi Butaca a la millor actriu catalana de cinema
| Actor               | Obra                   | Resultat   |
| ------------------- | ---------------------- | ---------- |
| Anna Azcona         | Sévigné                | Guanyadora |
| Marta Balletbò-Coll | Sévigné                | Nominada   |
| Mercedes Sampietro  | Inconscientes          | Nominada   |
| Emma Vilarasau      | Para que no me olvides | Nominada   |

### Premi Butaca al millor actor català de cinema
| Actor            | Obra                 | Resultat  |
| ---------------- | -------------------- | --------- |
| Josep Maria Pou  | Sévigné              | Guanyador |
| Joan Dalmau      | Mar adentro          | Nominat   |
| Eduard Fernández | Hormigas en la boca  | Nominat   |
| Lluís Homar      | Morir en San Hilario | Nominat   |

### Premi Butaca al millor mitjà de difusió del teatre
- Teatre amb Carme Canet (Catalunya Cultura)

### Premi Butaca al millor mitjà de difusió del cinema
- Cinema 3

### Butaca Honorífica
- Feliu Formosa i Joan de Segarra